# Equus lambei
Az Equus lambei az emlősök (Mammalia) osztályának páratlanujjú patások (Perissodactyla) rendjébe, ezen belül a lófélék (Equidae) családjába tartozó fosszilis faj.

## Leírása
Az Equus lambei 10 000 évvel ezelőtt élt Észak-Amerika területén. Yukon székhelyén, Whitehorse város Yukon Beringia Interpretive Centre múzeumában egy nem teljes Equus lambei maradvány van kiállítva; ennek a példánynak bőre és néhány szőrszála is van. 2018 augusztusában, Jakutföldön felfedezték e faj egy csikóját; ez a 40 000 éves példány bizonyíték arra, hogy az Equus lambei Ázsiába is átjött.

## Rendszerezése
Mivel nagyon közeli rokonságban áll a szamárral és a lóval, a tudósok sokszor azt hitték, hogy az Equus lambei valamelyik ezek közül:
- Azonos a házi szamárral vagy a vadszamárral.
- Az Asinus alnem egy külön faja.[3]
- Azonos a házi lóval.[4]

## Környezete és maradványai
A sztyeppei bölénnyel (Bison priscus), a gyapjas mamuttal (Mammuthus primigenius) és a rénszarvassal (Rangifer tarandus) együtt, az Equus lambei Kelet-Bering-földhíd közönséges állata volt. Ezek az állatok a sztyeppi füves pusztákat kedvelték. Az állatot számos fognak és csontnak köszönhetően ismerünk. 1993-ban felfedeztek egy példányt, amelynek még megvolt bőrének nagy része, ezenkívül néhány farokcsont, egy alsó lábcsont és néhány bél. A bőrön néhány „szőke” szőrszál és farokszál található, a lábon a szőrök sötétbarnák. A szénizotópos kormeghatározás segítségével megállapították, hogy ez a példány körülbelül 26 280 évvel ezelőtt élt.
A környéken rengeteg Equus lambei fogat fedeztek fel.